# Cronologia di Metal Gear
Quella che segue è una cronologia degli eventi dell'universo immaginario di Metal Gear.

## XX secolo
- 19XX: Vengono fondati i Filosofi.[1]
- 1909 (12 agosto): Nasce Zero a Exeter, Inghilterra.[2]
- 1922: Nasce The Boss, figlia di un membro dei Filosofi[3] (sulla lapide di The Boss verrà indicato come anno di nascita "192X"[4]).
- 193X: Muore l'ultimo dei membri originari dei Filosofi.[1]
- 1935: Nasce Naked Snake.[5]
- 1936 (22 giugno): Nasce Para-Medic a Boston, Massachusetts.[6]
- 1939 (11 settembre): Nasce Sigint a Nashville, Tennessee.[7]
- 1942: The Boss fonda l'unità Cobra.[3] Il nonno di Hal "Otacon" Emmerich prende parte al progetto Manhattan.[1] Code Talker collabora alla codificazione del linguaggio utilizzato dai code talker dello United States Army.[8]
- 1944: L'unità Cobra prende parte allo sbarco in Normandia.[1] Nasce Ocelot.[5]
- 1945: Il padre di Volgin s'impossessa dell'Eredità dei Filosofi.[5]
- 1947: L'unità Cobra viene sciolta.[1]
- 1950: Naked Snake entra in contatto con The Boss e viene addestrato da lei.[1]
- 1951: Durante i test atomici nel deserto del Nevada, The Boss rimane esposta alle radiazioni.[1]
- 1954: Durante un test atomico sull'atollo di Bikini, Naked Snake rimane esposto alle radiazioni.[1]
- 1961: The Boss guida un reparto durante l'invasione della baia dei Porci, ma viene abbandonata dalla CIA e l'operazione subisce una disfatta.[9]
- 1962 (16 ottobre): Il governo USA consegna lo scienziato Nikolai Sokolov ai sovietici, come condizione segreta per risolvere la crisi dei missili.[10] Nello stesso anno Major Zero fonda le unità FOX e XOF (quest'ultima affidata a Skull Face).[5]
- 1964 (24 agosto): Si svolgono gli eventi di Metal Gear Solid 3: Snake Eater: la Missione Virtuosa nel tentativo di recuperare Sokolov[10] e, nei giorni successivi, l'Operazione Snake Eater.[11] Al termine, muore The Boss. Il corpo di Volgin, in stato comatoso, viene portato in un centro di ricerche presso Mosca. Code Talker comincia la propria ricerca sui resti del corpo di The End.[8] Naked Snake viene insignito del titolo di "Big Boss".[1] Ocelot riporta negli USA metà dell'Eredità dei Filosofi e la consegna a Zero.[12]
- 1965: Sigint viene assunto all'ARPA (poi rinominata DARPA) e collabora al progetto ARPANET.[13]
- 1968: Le tracce di EVA si perdono ad Hanoi.[13]
- 1970: Incidente presso la penisola di San Hyeronymo: hanno luogo gli eventi di Metal Gear Solid: Portable Ops.[3] Para-Medic crea a Seattle il primo sistema paramedico degli Stati Uniti. Zero scioglie l'unità FOX; gli USA accumulano la restante Eredità dei Filosofi e il ramo statunitense dei Filosofi muta nome in "Patriots".[13]
- 1971: Big Boss fonda l'unità FOXHOUND.[13]
- 1972: Prende vita il progetto Les enfants terribles: vengono al mondo i figli clonati di Big Boss.[13] Dopo la nascita dei gemelli Liquid (Eli) e Solid Snake (David), Big Boss lascia i Patriots, separandosi da Zero.[1][8] Nello stesso anno nasce un terzo clone: Solidus. Miller viene reclutato da Big Boss, che costituisce un esercito di mercenari.[12]
- 1973: Code Talker individua un tipo di archaea che metabolizza l'uranio.[8]
- 1974: Incidente del Peace Walker. Si svolgono gli eventi di Metal Gear Solid: Peace Walker.[11][14]
- 1975: Si svolgono gli eventi di Metal Gear Solid V: Ground Zeroes. Big Boss, gravemente ferito, entra in coma dopo la distruzione della Mother Base ai Caraibi. Zero fa trasportare segretamente il corpo di Big Boss a Cipro – dove ne affida la sorveglianza a Ocelot – e manda Skull Face in Africa. I parassiti delle corde vocali vengono riprodotti sperimentalmente.[8]
- 1976: Il progetto Les enfants terribles ha termine, venendo abbandonato. Liquid è condotto in Gran Bretagna. Skull Face attacca Zero con i parassiti, producendogli lesioni al cervello.[8] Zero fa sviluppare l'IA dei Patriots.[15]
- 1977: Zero visita Big Boss in ospedale, dopodiché si perdono completamente le sue tracce.[8]
- 1979: Frank Jaeger porta in salvo un'orfana di guerra, Naomi, dalla Rhodesia.[1] Liquid scappa dai propri tutori, facendo perdere le tracce in Africa.[8]
- 1980: Huey Emmerich diventa padre. Suo figlio, messo al mondo da Strangelove, è chiamato "Hal".[8]
- 1984: Dopo nove anni, Snake si sveglia dal coma. Un aereo, con a bordo Tretij Rebenok, si schianta in Ucraina. Hanno luogo gli eventi di Metal Gear Solid V: The Phantom Pain. Quiet, rimasta gravemente ustionata nell'ospedale di Cipro, subisce una terapia con i parassiti per riuscire a sopravvivere. Muore Skull Face.[8] Liquid crea in Africa il Regno delle mosche.[16]
- 1989: Raiden è costretto a combattere come bambino soldato in Liberia.[1] Big Boss riassume il comando dell'unità FOXHOUND, fino al 1994.[3]
- 1991: Liquid e Solid Snake vengono mandati in battaglia tra le forze speciali nella guerra del Golfo.[17]
- 1995: Mentre comanda la FOXHOUND per lo United States Army, Big Boss fonda segretamente la nazione-fortezza di Outer Heaven nei pressi del Sudafrica. In concomitanza della "rivolta di Outer Heaven" si svolgono gli eventi di Metal Gear. Al termine, Solid Snake sconfigge Big Boss, uccidendo in realtà il suo "fantasma" Venom Snake.[16]
- 1997: Huey Emmerich si uccide dopo aver scoperto che suo figlio Hal sta avendo un flirt con la sua seconda moglie.[12]
- 1998: Si svolgono gli eventi dello spin-off Snake's Revenge.
- 1999: Kio Marv viene preso in ostaggio dallo Zanzibar Land; dietro il tumulto c'è ancora Big Boss: si svolgono gli eventi di Metal Gear 2: Solid Snake.[18] Al termine Solid Snake va a ritirarsi in Alaska, fino al 2005.[3] Il corpo in coma di Big Boss viene tenuto in vita dai Patriots.[16]

## XXI secolo
- 2002: Si svolgono gli eventi dello spin-off Metal Gear: Ghost Babel.
- 2005: Incidente di Shadow Moses, causato da ex membri della FOXHOUND; hanno luogo gli eventi di Metal Gear Solid.[19] Master Miller viene ritrovato ucciso nella propria abitazione.[20] Muoiono due membri dei Patriots: Sigint (Donald Anderson) e Para-Medic (la dott.ssa Clark). Solid Snake e Otacon fondano la ONG Philanthropy per contrastare la proliferazione dei Metal Gear.[16]
- 2006: Ocelot si fa trapiantare a Lione, al posto dell'arto perduto a Shadow Moses, il braccio destro di Liquid Snake (i cui resti sono stati conservati), progettando di trasformarsi in un "alter ego mentale" di Liquid.[12] Si svolgono gli eventi dello spin-off Metal Gear Solid Mobile.
- 2007: Incidente del Tanker sul fiume Hudson. Si svolge la prima parte degli eventi di Metal Gear Solid 2: Sons of Liberty.[14] Emma Emmerich viene assunta dai Patriots.[12]
- 2009: Incidente della Big Shell presso Manhattan. Si svolge la seconda e principale parte di Metal Gear Solid 2: Sons of Liberty.[14]
- 2010: Gli USA introducono le nanomacchine e il sistema Sons of the Patriots (SOP) nell'esercito e nelle PMC loro affiliate.[16]
- 2011: Raiden salva Sunny dalle grinfie dei Patriots.[3]
- 2012: Raiden viene catturato dai Patriots, ma EVA lo trae in salvo.[1]
- 2014: Incidente dei Guns of the Patriots. Si svolgono gli eventi di Metal Gear Solid 4: Guns of the Patriots. L'IA dei Patriots rimane distrutta. Muoiono i restanti membri fondatori dei Patriots: EVA, Ocelot, Zero e Big Boss.[16]
- 2016: Si svolgono gli eventi dello spin-off Metal Gear Ac!d.[21]
- 2018: Si svolgono gli eventi di Metal Gear Rising: Revengeance.[22]

## XXII secolo
- 21XX: Si svolgono gli eventi centrali dello spin-off Metal Gear Survive.[23]